# Osvaldo Guerrieri
Osvaldo Guerrieri (Chieti, 2 novembre 1944) è un critico teatrale, giornalista e scrittore italiano.

## Biografia
È nato a Chieti e vive a Torino. Scrive su La Stampa come giornalista culturale e critico teatrale.
Nel 2003 ha ricevuto il Premio Flaiano per la critica teatrale. Nel 2009 il Premio Mondello.

## Romanzi
- L'archiamore, Guanda (1980)
- Un padre in prestito, Novecento (2000)
- Natura morta con violino oltremare, Aliberti (2005)
- L'insaziabile, Neri Pozza (2008) vincitore del Premio Mondello 2009[2]
- Istantanee, Neri Pozza (2009)[3][4]
- Col diavolo in corpo. Vite maledette da Amedeo Modigliani a Carmelo Bene, Neri Pozza (2013)
- I Torinesi, Neri Pozza (2011) - Beat (2013)
- Curzio, Neri Pozza (2015)
- Il matt’attore, Neri Pozza, (2015) ebook
- Schiava di Picasso, Neri Pozza 2016, Beat 2018.
- La signora Sandokan, Beat (2016)
- La diga sull'oceano. La folle avventura di Atlantropa, Neri Pozza (2019)

## Novelle
- L' ultimo nastro di Beckett e altri travestimenti, Aliberti (2014)
- Alè Calais, Flaccovio (2006)

## Saggi
- La Grecia in pantofole di Alberto Savinio in Le lingue italiane del teatro a cura di Tullio De Mauro, Gremese (2007)

## Premi e riconoscimenti
- Premio Flaiano sezione teatro[5]
  - 2003 - Premio per la critica